# 12934 Біск
12934 Біск (12934 Bisque) — астероїд головного поясу, відкритий 11 жовтня 1999 року.
Тіссеранів параметр щодо Юпітера — 3,644.